# لودويغ هوف
لودويغ هوف (بالألمانية: Ludwig Hopf)‏ (و. 1884 – 1939 م) هو فيزيائي، ورياضياتي، وأستاذ جامعي ألماني، ولد في نورنبرغ، توفي في دبلن، عن عمر يناهز 55 عاماً.